# Raffaello Leonardo
Raffaello Leonardo (ur. 1 maja 1973 w Neapolu) – włoski wioślarz, brązowy medalista w wioślarskiej czwórce bez sternika podczas Letnich Igrzysk Olimpijskich w Atenach.

## Osiągnięcia
- Mistrzostwa Świata Juniorów – Aiguebelette-le-Lac 1990 – czwórka ze sternikiem – 2. miejsce[1].
- Mistrzostwa Świata Juniorów – Banyoles 1991 – czwórka podwójna – 2. miejsce[1].
- Igrzyska Olimpijskie – Barcelona 1992 – ósemka – 9. miejsce[1].
- Mistrzostwa Świata – Račice 1993 – czwórka bez sternika – 7. miejsce[1].
- Mistrzostwa Świata – Indianapolis 1994 – czwórka bez sternika – 1. miejsce[1][2].
- Mistrzostwa Świata – Tampere 1995 – czwórka bez sternika – 1. miejsce[1][2].
- Igrzyska Olimpijskie – Atlanta 1996 – czwórka bez sternika – 6. miejsce[1].
- Mistrzostwa Świata – Aiguebelette-le-Lac 1997 – czwórka bez sternika – 5. miejsce[1].
- Mistrzostwa Świata – St. Catharines 1999 – ósemka – 6. miejsce[1].
- Igrzyska Olimpijskie – Sydney 2000 – ósemka – 4. miejsce[1][2].
- Mistrzostwa Świata – Lucerna 2001 – czwórka bez sternika – 6. miejsce[1].
- Mistrzostwa Świata – Sewilla 2002 – czwórka bez sternika – 3. miejsce[1][2].
- Mistrzostwa Świata – Mediolan 2003 – czwórka bez sternika – 5. miejsce[1].
- Igrzyska Olimpijskie – Ateny 2004 – czwórka bez sternika – 3. miejsce[1][2].
- Mistrzostwa Świata – Gifu 2005 – ósemka – 2. miejsce[1][2].
- Mistrzostwa Świata – Eton 2006 – czwórka bez sternika – 12. miejsce[1].
- Mistrzostwa Świata – Monachium 2007 – ósemka – 15. miejsce[1][2].
- Igrzyska Olimpijskie – Pekin 2008 – dwójka bez sternika – 11. miejsce[1][2].
- Mistrzostwa Świata – Poznań 2009 – ósemka – 10. miejsce[1].
- Mistrzostwa Europy – Brześć 2009 – ósemka – 5. miejsce[1].
- Mistrzostwa Europy – Montemor-o-Velho 2010 – ósemka – 6. miejsce[1].